# Grafo de Durero

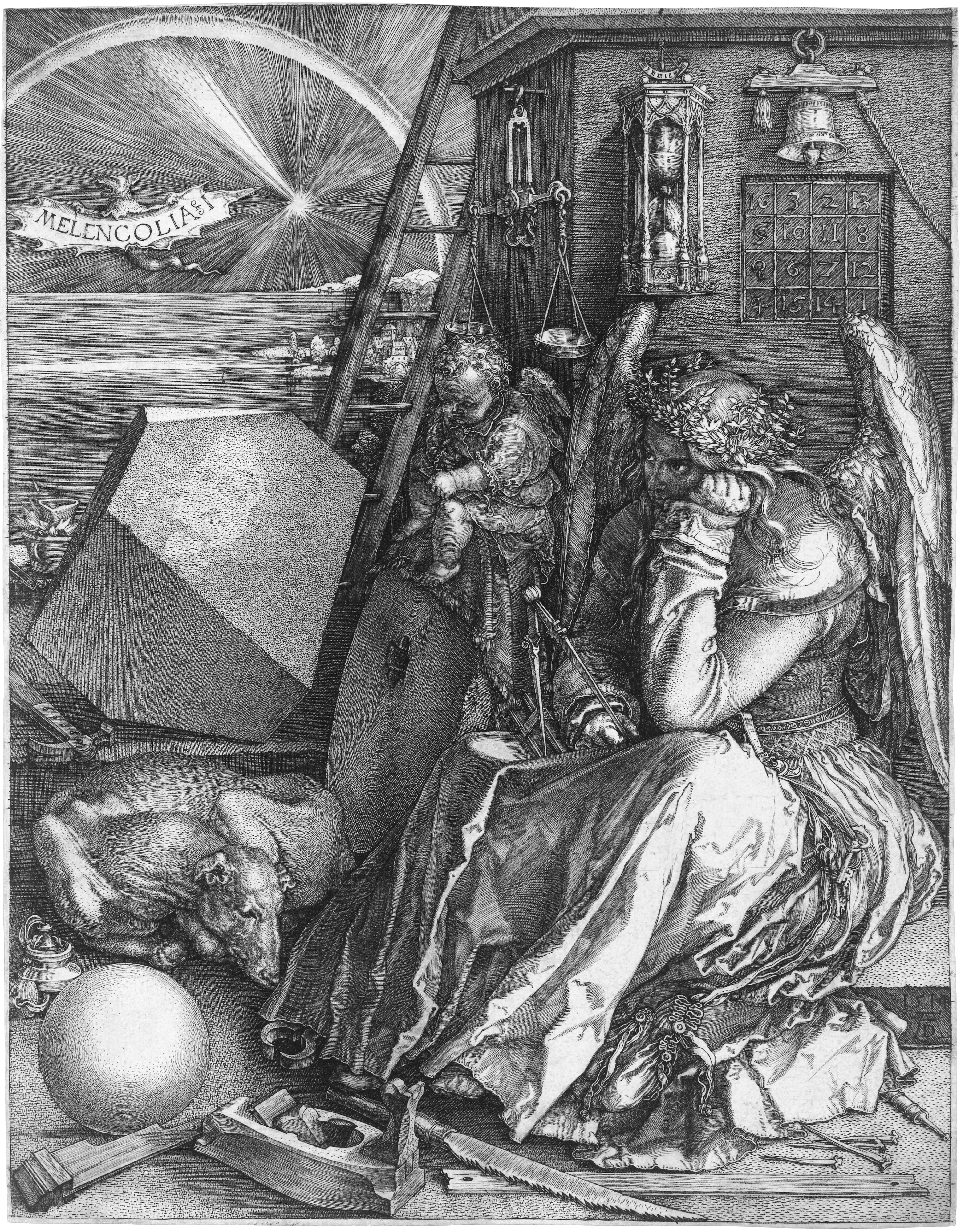
Melencolía I por Alberto Durero, la primera aparición del sólido de Durero (1514)

En el campo matemático de la teoría de grafos, el grafo de Durero es un grafo con 12 vértices y 18 aristas. Lleva el nombre de Alberto Durero, cuyo grabado de 1514 titulado Melancolía I incluye una representación del sólido de Durero, un politopo convexo que tiene el gráfico de Durero como su esqueleto. El sólido de Durero es uno de los cuatro poliedros convexos simples bien recubiertos.

## El sólido de Durero
El sólido de Durero es combinatoriamente equivalente a un cubo con dos vértices opuestos truncados, aunque la representación de Durero no adopta esta forma, sino que aparece representado como un romboedro truncado o un trapezoedro triangular truncado. La geometría exacta del sólido representado por Durero es un tema de debate académico, con diferentes valores hipotéticos para sus ángulos agudos que van desde 72° a 82°.

## Propiedades según la teoría de grafos
El grafo de Durero está formado por los vértices y aristas del sólido de Durero. Es un grafo cúbico de cintura 3 y diámetro 4. Además de su construcción como el esqueleto del sólido de Durero, se puede obtener aplicando el teorema de Kennelly a los vértices opuestos de un grafo cúbico, o como el grafo de Petersen generalizado G(6 ,2). Como con cualquier grafo de un poliedro convexo, el gráfico de Durero es un grafo plano simple 3-vértices-conectado.
También es un grafo bien recubierto, lo que significa que todos sus conjuntos independientes máximos tienen el mismo número de vértices, cuatro. Es uno de los cuatro gráficos poliédricos cúbicos bien recubiertos y uno de los siete gráficos cúbicos de 3 conexiones bien recubiertos. Los únicos otros tres poliedros convexos simple bien recubiertos son el tetraedro, el prisma triangular y el prisma pentagonal.
Además, es hamiltoniano, con notación LCF [-4,5,2,-4,-2,5;-]. Más precisamente, tiene exactamente seis ciclos hamiltonianos, cada par de los cuales puede relacionarse entre sí mediante una simetría del gráfico.

## Simetrías
El grupo de automorfismos tanto del grafo de Durero como del sólido de Durero (ya sea en forma de cubo truncado o en la forma mostrada por Durero) es isomorfo al grupo diedral de orden 12: D6.

## Galería

El índice cromático del gráfico de Durero es 3
El número cromático del gráfico de Durero es 3
El grafo de Durero es hamiltoniano